# Trevor Steven
Trevor McGregor Steven (ur. 21 września 1963 w Berwick-on-Tweed) – angielski piłkarz grający na pozycji bocznego pomocnika.

## Kariera klubowa
Karierę piłkarską Steven rozpoczął w zespole Burnley FC. W 1981 roku zadebiutował w jego barwach w Division Three, a już w sezonie 1982/1983 był podstawowym zawodnikiem tego klubu i awansował z nim do Division Two. W rozgrywkach tej ligi grał przez jeden sezon i latem 1983 roku został sprzedany za 300 tysięcy funtów do zespołu z Liverpoolu, Evertonu, prowadzonego wówczas przez menedżera Howarda Kendalla. 27 sierpnia tamtego roku zadebiutował w Division One, w wygranym 1:0 domowym spotkaniu ze Stoke City. Szybko stał się podstawowym zawodnikiem klubu i w 1984 roku dotarł z nim zarówno do finału Pucharu Ligi Angielskiej (porażka w powtórce 0:1 z Liverpoolem), a także do finału Pucharu Anglii (2:0 z Watfordem). W sezonie 1984/1985 sięgnął z Evertonem po pierwsze od 15 lat mistrzostwo Anglii oraz ponownie wystąpił w finale FA Cup (0:1 z Manchesterem United). W tym samym sezonie zdobył też jedyne dla „The Toffies” europejskie trofeum - Puchar Zdobywców Pucharów (3:1 w finale z Rapidem Wiedeń). W 1986 roku był bliski obrony mistrzostwa Anglii, jednak to odwieczny rywal Evertonu, Liverpool sięgnął po tytuł mistrzowski. Jednak w sezonie 1986/1987 Trevor po raz drugi i ostatni został mistrzem angielskiej Division One. W 1989 roku odszedł z klubu, dla którego rozegrał 210 meczów i zdobył 48 goli.
W lipcu 1989 roku Steven podpisał kontrakt ze szkockim Rangers F.C., ówczesnym mistrzem kraju, w którym grał wraz z innymi Anglikami: byłym partnerem z Evertonu Garym Stevensem, Chrisem Woodsem, Terrym Butcherem i Rayem Wilkinsem. W Scottish Premier League zadebiutował 12 sierpnia w przegranym 0:1 domowym meczu z St. Mirren FC. Już w 1990 roku wywalczył z Rangersami swoje pierwsze mistrzostwo Szkocji. W latach 1991–1992 jeszcze dwukrotnie z rzędu klub z Glasgow zostawał mistrzem kraju, a w 1992 Steven zdobył także Puchar Szkocji i Puchar Ligi Szkockiej w 1991 roku.
Jeszcze jesienią 1991 roku po rozegraniu 2 spotkań Steven zmienił barwy klubowe i został sprzedany za 5,5 miliona funtów do francuskiego Olympique Marsylia, prowadzonego przez najpierw przez Chorwata Tomislava Ivicia, a następnie przez belgijskiego szkoleniowca Raymonda Goethalsa. W składzie Olympique występował wraz z rodakiem Chrisem Waddlem i wywalczył z tym klubem mistrzostwo Francji.
Latem 1992 Steven powrócił do Rangers, a zespół ten zapłacił za niego 2,4 miliona funtów. W Rangersach grał do 1997 roku, ale w trzech ostatnich sezonach był tylko rezerwowym w tym klubie. W ostatnim okresie kariery czterokrotnie wywalczył mistrzostwo Szkocji w latach 1993, 1994, 1995, 1996, Puchar Ligi Szkockiej w 1993, 1994 i Puchar Szkocji w 1993 i 1996. Do 1997 roku, gdy zakończył piłkarską karierę, w barwach Rangersów rozegrał łącznie 132 ligowe mecze i strzelił 16 goli.
| Sezon   | Klub               | Kraj    | Rozgrywki      | Mecze | Bramki |
| ------- | ------------------ | ------- | -------------- | ----- | ------ |
| 1980/81 | Burnley F.C.       | Anglia  | Division Three | 1     | 0      |
| 1981/82 | Burnley F.C.       | Anglia  | Division Three | 36    | 3      |
| 1982/83 | Burnley F.C.       | Anglia  | Division Two   | 39    | 8      |
| 1983/84 | Everton F.C.       | Anglia  | Division One   | 27    | 1      |
| 1984/85 | Everton F.C.       | Anglia  | Division One   | 40    | 12     |
| 1985/86 | Everton F.C.       | Anglia  | Division One   | 41    | 9      |
| 1986/87 | Everton F.C.       | Anglia  | Division One   | 41    | 14     |
| 1987/88 | Everton F.C.       | Anglia  | Division One   | 36    | 6      |
| 1988/89 | Everton F.C.       | Anglia  | Division One   | 29    | 6      |
| 1989/90 | Rangers F.C.       | Szkocja | Premier League | 34    | 3      |
| 1990/91 | Rangers F.C.       | Szkocja | Premier League | 19    | 2      |
| 1991/92 | Rangers F.C.       | Szkocja | Premier League | 2     | 1      |
| 1991/92 | Olympique Marsylia | Francja | Ligue 1        | 28    | 3      |
| 1992/93 | Rangers F.C.       | Szkocja | Premier League | 24    | 5      |
| 1993/94 | Rangers F.C.       | Szkocja | Premier League | 32    | 3      |
| 1994/95 | Rangers F.C.       | Szkocja | Premier League | 11    | 0      |
| 1995/96 | Rangers F.C.       | Szkocja | Premier League | 6     | 0      |
| 1996/97 | Rangers F.C.       | Szkocja | Premier League | 8     | 1      |

## Kariera reprezentacyjna
W reprezentacji Anglii Steven zadebiutował 27 lutego 1985 roku w wygranym 1:0 spotkaniu eliminacji do mistrzostw świata w 1986 r. z reprezentacją Irlandii Północnej. Rok później znalazł się w kadrze powołanej przez selekcjonera sira Bobby’ego Robsona do kadry na ten turniej. Od meczu z Polską (3:0) był podstawowym zawodnikiem i zagrał także w 1/8 finału z Paragwajem (3:0) oraz w półfinale z Argentyną (1:2). W 1988 roku wystąpił we dwóch spotkaniach Euro 88: z Holandią (1:3) i ze Związkiem Radzieckim (1:3), jednak Anglicy nie wyszli z grupy. Z kolei w 1990 roku na Mundialu we Włoszech zajął 4. miejsce, ale pełnił rolę rezerwowego. Zagrał w trzech meczach: w 1/8 finału z Kamerunem (3:2), półfinale z RFN (1:1), karne 5:4) i o 3. miejsce z Włochami. W 1992 roku zaliczył swój ostatni reprezentacyjny turniej w karierze - Euro 92. Wystąpił na nim dwukrotnie - w meczach zakończonych bezbramkowymi remisami z Danią i z Francją. Spotkanie z Francją było jego ostatnim w kadrze narodowej, w której rozegrał łącznie 36 spotkań i zdobył 4 gole.